# Fodina johnstoni
Fodina johnstoni là một loài bướm đêm trong họ Noctuidae.